# 19º Corpo d'armata (Ucraina)
Il 19º Corpo d'armata (in ucraino 19-й армійський корпус?, 19-j armijs'kyj korpus) è un corpo d'armata delle Forze terrestri ucraine con base a Odessa.

## Storia
Il corpo è stato costituito nella primavera del 2025 in seguito alla riforma delle Forze armate ucraine che prevede la transizione verso una struttura basata proprio sui comandi intermedi di corpo d'armata invece che sui gruppi tattici e operativi; all'inizio di maggio ha rivelato il proprio stemma e motto, mentre il comando è stato assegnato a Oleksandr Bakulin, promosso brigadier generale, in precedenza comandante della 57ª Brigata motorizzata "Atamano Kost Hordijenko". Alla fine di giugno 2025 il corpo è stato dispiegato al fronte nel Donec'k settentrionale, sostituendo il Gruppo tattico "Torec'k" che precedentemente controllava le brigate impegnate nel settore di Torec'k e Kostjantynivka. A luglio sono stati resi noti i primi reparti subordinati al corpo, un battaglione droni e uno anticarro.

## Struttura
- Comando di corpo d'armata[5]
- 39º Battaglione sistemi senza pilota
- 94º Battaglione anticarro (unità militare A5013)
- 530º Battaglione sicurezza e servizio (unità militare A5162)

## Comandanti
- Brigadier generale Oleksandr Bakulin (maggio 2025 - in carica)[6]